# Austrogomphus arbustorum
Austrogomphus arbustorum – gatunek ważki z rodziny gadziogłówkowatych (Gomphidae).